# Li Li-hua
Pour les articles homonymes, voir Li.
Li Li-hua (en chinois : 李麗華), également connue sous les noms de Li Hua Li, Li Lihua ou Teresa Li, née le 17 juillet 1924 à Shanghai (Chine) et morte le 19 mars 2017 à Hong Kong (Chine), est une actrice hongkongaise.

## Biographie
Li Li-hua nait à Shanghai en 1923 ou 1925, de parents acteurs d'opéra chinois. Après la mort de son père, sa mère l'envoie étudier l'opéra à Pékin. Elle est découverte en 1939 par le réalisateur Yan Chuntang et entre sous contrat au Yihua Film studios. En 1946, elle se rend à Hong Kong pour tourner le film Three Women pour lequel les producteurs lui proposent le cachet le plus élevé donné à une actrice jusqu'alors ; elle retourne ensuite à Shanghai tourner Yanyang Tian. En 1947 le succès du film Jia feng xu huang (aux États-Unis Fake Phoenix, puis The Barber Takes a Wife) lui vaut d'apparaître dans un article du magazine Life. En 1947, elle quitte définitivement Shanghai pour Hong Kong, où elle domine le cinéma d'après-guerre ; au cours de cette période elle tourne deux films au Japon (Tokyo Interlude et Madame Butterfly). Au milieu des années 1950, une génération de nouvelles stars (Lin Dai, You Min) la détrône.
En juillet 1949, elle est reconnue comme l'une des quatre grandes actrices par les médias hongkongais, aux côtés de Wang Danfeng, Zhou Xuan et Bai Guang.
Au début des années 1970, elle s'installe aux États-Unis avec son mari Yan Jun (zh), qui meurt en 1980.

### Vie privée
Après un premier mariage avec Zhang Xupu, de 1943 à 1949, Li Li-Hua se remarie en 1957 avec l'acteur et réalisateur Yan Jun (zh). Après la mort de ce dernier, elle épouse l'homme d'affaires Wu Zhongyi, décédé en 2006.

## Filmographie partielle
- 1940 : San xiao xu ji

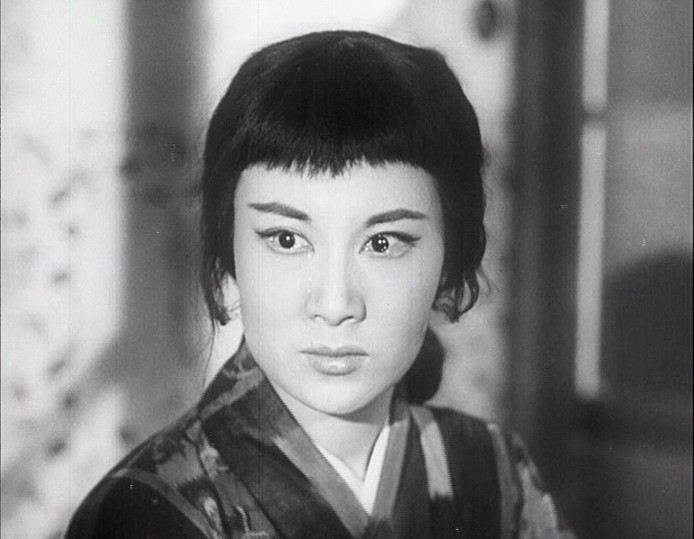
Li Li-hua dans une adaptation de Madame Butterfly, Hu die fu ren (1956), rôle-titre.

- 1941 : Ying lie zhuan : Chen Hsiu YIng
- 1944 : Noroshi wa Shanghai ni agaru : Wang Ying
- 1947 : Jia feng xu huang : Fa Ju Hua
- 1947 : Three Women (film, 1947) (San nu xing) : Wu Jianhua
- 1949 : Chun lei : Li Hanfen
- 1949 : Hai shi : Sister Chiu
- 1950 : Dong qu chun lai
- 1950 : Shuo huang shi jie : Su Man Na
- 1951 : Huo feng huang
- 1951 : Hua gu niang : Flower Girl
- 1952 : Xin hong lou meng
- 1952 : Shi li chuan jia
- 1952 : Bai jin de ren : Chen Mei-ling
- 1952 : Hong mei gui : Hung Mei-guei
- 1952 : Gou hun yan qu : Kong Ku-lan
- 1953 : Wu shan meng : Mingying
- 1953 : Nie hai qing tian : Zhu Liyu
- 1953 : Bi yun tian : Ting Hsiao-tsui / Ku Lan-fang
- 1953 : Xiao feng xian
- 1953 : Han chan qu
- 1954 : Mei gui mei gui wo ai ni
- 1954 : Feng xiao xiao
- 1954 : Chun qing lie huo : Yao Li-na
- 1954 : Yi ming jing ren : Xiuxiu
- 1955 : Xiao bai cai
- 1955 : Xiao feng xian xu ji
- 1955 : Cha hua nu
- 1955 : Tokyo Interlude (Ying du yan ji)
- 1955 : Hai tang hong
- 1956 : Xue li hong
- 1956 : Lian zhi huo
- 1956 : Mang lian : Lu Wei-tsui
- 1956 : Wo xin chang dan
- 1956 : Feng yu niu che shui : Chiang Li-chen
- 1956 : Madame Butterfly (film, 1956) (Hudie furen) : Cio Cio San
- 1956 : Hei niu
- 1956 : Niang Re yu Ke Ke : Chen Hu-niang
- 1957 : Tian zuo zhi he
- 1958 : China Doll : Shu-Jen
- 1958 : Yin hai sheng ge
- 1959 : Gui fu feng liu
- 1959 : Feng yu gui zhou
- 1960 : Hei ye qiang sheng
- 1961 : The Pistol (Shou qiang)
- 1962 : La Concubine magnifique (Yang Gui Fei) : Yang Kwei Fei
- 1962 : Big and Little Wong Tin Bar (Da xiao Huang Tian Ba)
- 1962 : Hei hu li
- 1963 : Di er chun
- 1963 : La Reine diabolique (Wu Ze Tian) : Wu Tse-Tien
- 1963 : Yang Nai Wu yu Xiao Bai Cai : Hsiao Pai Tsai
- 1963 : Yan xi jiao : Yen Hsi-Ciro
- 1963 : Qin Xiang Lian : Chin Hsiang Lien
- 1963 : Yi mao qian
- 1964 : Xin ti xiao yin yuan
- 1964 : Liang Shanba yu Zhu Yingtai : Liang Shanbo
- 1965 : The Grand Substitution : la princesse Chuan Ji
- 1965 : Hong ling lei
- 1965 : Nu hai qing chou : Madame Chang
- 1965 : Qi qi gan si dui
- 1967 : The Goddess of Mercy : Princesse Miao Shang
- 1967 : Rape of the Sword (Dao jian)
- 1967 : Lian suo : Yang Yu-wei
- 1969 : Yang Zi Jiang feng yun : Chuo Chien Lu
- 1970 : Gui hu wai zhuan
- 1970 : Yi feng qing bao bai wan bing
- 1970 : Four Moods
- 1970 : Jin ye zi
- 1970 : Zhong Qing yi ao
- 1971 : Wu dui jia ou
- 1971 : Zui chang de yue hui
- 1972 : Jin mei gui
- 1973 : L'Auberge du printemps (Ying chun ge zhi Fengbo) : Wan Jen-mi
- 1975 : Tian hou chuan
- 1975 : Die hai ying hao
- 1976 : La Révolte des boxers (Ba guo lian jun) : Cixi
- 1978 : Dream of the Red Chamber (Xin hong lou meng) : Madame Jia
- 1982 : Streamrolling ( Ren rou zhan che)

## Distinctions
- Golden Horse Award de la meilleure actrice :
  - 1965 : Between Tears and Laughter[12] ;
  - 1969 : Storm over the Yangtze River[13].
- 2015 : Jackie Chan lui remet un prix d’honneur pour l’ensemble de sa carrière à la 52e cérémonie des Golden Horse Awards à Taïwan[14].